# マリー・フォン・プロイセン (1825-1889)
マリー・フォン・プロイセン（ドイツ語: Marie von Preußen, 1825年10月15日 ‐ 1889年5月17日）は、プロイセン王国の王族。プロイセン王子ヴィルヘルムの四女で、バイエルン王マクシミリアン2世の王妃となった。全名はマリー・フリーデリケ・フランツィスカ・ヘートヴィヒ（Marie Friederike Franziska Hedwig）。

## 生涯
1825年10月15日、プロイセン王フリードリヒ・ヴィルヘルム2世の第4王子ヴィルヘルムとその妻でヘッセン＝ホンブルク方伯フリードリヒ5世の娘であるマリアンネの第8子（末子）としてベルリンで生まれた。1842年に当時バイエルン王太子だった後のマクシミリアン2世と結婚。夫が1848年に国王に即位したことに伴いバイエルン王妃となる。1864年に夫が没して長男ルートヴィヒ2世が即位するとマリーは王太后となった。
マリーは1889年5月17日にホーエンシュヴァンガウ城で死去し、ミュンヘンのテアティナー教会に葬られた。

## 子女
夫であるマクシミリアン2世との間には2男をもうけた。
- ルートヴィヒ・オットー・フリードリヒ・ヴィルヘルム （1845年 - 1886年） - バイエルン王
- オットー・ヴィルヘルム・ルイトポルト・アーダルベルト・ヴァルデマール （1848年 - 1916年） - バイエルン王